# Indian Women's League 2018-2019
La Indian Women's League 2018-2019, chiamata ufficialmente 2018-2019 Hero Indian Women's League per ragioni di sponsorizzazione, è stata la terza edizione di uno dei principali campionati del calcio indiano femminile, con 12 squadre partecipanti. La stagione è iniziata il 5 maggio 2019 e s'è conclusa il 22 maggio 2019, con la prima vittoria per il Sethu Football Club.

## Squadre partecipanti e allenatori

### Squadre partecipanti, stadi e sponsor
| Club                | Stagione | Città      | Stadio |
| ------------------- | -------- | ---------- | ------ |
| Alakhpura           | dettagli | Alakhpura  |        |
| Bangalore           | dettagli | Bengaluru  |        |
| Baroda              | dettagli | Vadodara   |        |
| Central SSB Women's | dettagli | Naharlagun |        |
| Hans Women's        | dettagli | Delhi      |        |
| Gokulam Kerala      | dettagli | Kozhikode  |        |
| Manipur Police      | dettagli | Imphal     |        |
| Panjim Footballers  | dettagli | Panaji     |        |
| Rising Student      | dettagli | Cuttack    |        |
| SAI-STC Cuttack     | dettagli |            |        |
| Sethu               | dettagli | Madurai    |        |

## Calciatori stranieri
| Squadra                    | Giocatore 1                  | Giocatore 2        | Giocatore 3 |
| -------------------------- | ---------------------------- | ------------------ | ----------- |
| Bangalore United FC        | Tanvie Hans                  | —                  | —           |
| Baroda Football Academy    | —                            | —                  | —           |
| Central SSB Women's        | —                            | —                  | —           |
| FC Alakhpura               | —                            | —                  | —           |
| FC Kolhapur City           | Ayomide Awawu Anibaba        | Crystal Nnenna Eke | —           |
| Hans Women's FC            | Uchenna Rita Casta Ukachukwu | —                  | —           |
| Gokulam Kerala             | —                            | —                  | —           |
| Manipur Police Sports Club | —                            | —                  | —           |
| Panjim Footballers         | —                            | —                  | —           |
| Rising Student's Club      | —                            | —                  | —           |
| SAI-STC Cuttack            | —                            | —                  | —           |
| Sethu                      | Sabitra Bhandari             | Anita Basnet       | —           |

## Preliminari

### Gruppo 1
|  | Pos. | Squadra             | Pt | G | V | N | P | GF | GS | DR  |
|  | ---- | ------------------- | -- | - | - | - | - | -- | -- | --- |
|  | 1.   | Gokulam Kerala      | 15 | 5 | 5 | 0 | 0 | 16 | 1  | +15 |
|  | 2.   | Central SSB Women's | 12 | 5 | 4 | 0 | 1 | 10 | 7  | +3  |
|  | 3.   | Hans Women's        | 6  | 5 | 2 | 0 | 3 | 6  | 9  | -3  |
|  | 4.   | PanJim Footballers  | 4  | 5 | 1 | 1 | 3 | 7  | 13 | -6  |
|  | 5.   | Rising Student's    | 4  | 5 | 1 | 1 | 3 | 4  | 10 | -6  |
|  | 6.   | Alakhpura           | 3  | 5 | 1 | 0 | 4 | 3  | 6  | -3  |

Legenda:

      Ammesse ai Play-Off

### Gruppo 2
|  | Pos. | Squadra               | Pt | G | V | N | P | GF | GS | DR  |
|  | ---- | --------------------- | -- | - | - | - | - | -- | -- | --- |
|  | 1.   | Sethu                 | 15 | 5 | 5 | 0 | 0 | 34 | 4  | +30 |
|  | 2.   | Manipur Police Sports | 12 | 5 | 4 | 0 | 1 | 37 | 8  | +29 |
|  | 3.   | Kolhapur City         | 7  | 5 | 2 | 1 | 2 | 8  | 20 | -12 |
|  | 4.   | SAI-STC Cuttack       | 6  | 5 | 2 | 0 | 3 | 5  | 21 | -16 |
|  | 5.   | Bangalore United      | 4  | 5 | 1 | 1 | 3 | 3  | 15 | -12 |
|  | 6.   | Baroda                | 0  | 5 | 0 | 0 | 5 | 4  | 23 | -19 |

Legenda:

      Ammesse ai Play-Off

## Play-Off

### Tabellone
|  | Semifinali | Semifinali          | Semifinali |       |   | Finale         | Finale | Finale |  |
|  |            |                     |            |       |   |                |        |        |  |
|  | 1          | Gokulam Kerala      | 2          |       |   |                |        |        |  |
|  | 1          | Gokulam Kerala      | 2          |       |   |                |        |        |  |
|  | 4          | Manipur Police      | 4          |       |   |                |        |        |  |
|  | 4          | Manipur Police      | 4          |       | 4 | Manipur Police | 1      |        |  |
|  |            |                     |            |       | 4 | Manipur Police | 1      |        |  |
|  |            |                     | 2          | Sethu | 3 |                |        |        |  |
|  | 2          | Sethu               | 2          | Sethu | 3 | 8              |        |        |  |
|  | 2          | Sethu               |            |       |   |                |        |        |  |
|  | 3          | Central SSB Women's | 1          |       |   |                |        |        |  |

### Semifinali
| Ludhiana 20 maggio 2019, ore 8:00 IST                                                                                      | Gokulam Kerala | 2 – 4 referto                | Manipur Police | Guru Nanak Stadium |
| \| \| \| \| \| Phanjoubam Bina Devi 34’ Sorokhaibam Ranjana Chanu Devi 47’ \| Marcatori \| Bala Devi 15’, 68’, 80’, 81’ \| |                |                              |                |                    |
| |                |                              |                |                    |
| Phanjoubam Bina Devi 34’ Sorokhaibam Ranjana Chanu Devi 47’                                                                | Marcatori      | Bala Devi 15’, 68’, 80’, 81’ |                |                    |

| Ludhiana 20 maggio 2019, ore 16:00 IST | Sethu     | 8 – 1 referto     | Central SSB Women's | Guru Nanak Stadium |
| \| \| \| \| \| Dangmei Grace 33’, 45+4’, 53’ Sabitra Bhandari 42’, 60’, 65’. 89’ Ratanabala Devi 72’ \| Marcatori \| Dular Marandi 70’ \| |           |                   |                     |                    |
| |           |                   |                     |                    |
| Dangmei Grace 33’, 45+4’, 53’ Sabitra Bhandari 42’, 60’, 65’. 89’ Ratanabala Devi 72’                                                     | Marcatori | Dular Marandi 70’ |                     |                    |

### Finale
| Ludhiana 22 maggio 2019, ore 16:00 IST                                                                           | Manipur Police | 1 – 3 referto                                       | Sethu | Guru Nanal Stadium |
| \| \| \| \| \| Gurmayum Radharan Devi 44’ \| Marcatori \| Thokchom Umapati Devi 56’ Sabitra Bhandari 61’, 70’ \| |                |                                                     |       |                    |
| |                |                                                     |       |                    |
| Gurmayum Radharan Devi 44’                                                                                       | Marcatori      | Thokchom Umapati Devi 56’ Sabitra Bhandari 61’, 70’ |       |                    |